# Simon Hatzl
Simon Hatzl (* 2. Juli 1973 in Eibiswald) ist ein österreichischer Schauspieler.

## Biografie
Hatzl studierte ab 1995 am Wiener Max-Reinhardt-Seminar und machte 1999 seinen Abschluss im Fach Schauspiel. Seitdem ist er in zahlreichen Theater- und Filmproduktionen zu sehen. So spielte er etwa für das Theater der Jugend sowie in Kommissar Rex und Mein Mörder. 2001 war er als Bester Nachwuchs für einen Nestroy nominiert.

## Filmografie (Auswahl)

### Filme
- 1998: Wie eine schwarze Möwe
- 2003: Wolfzeit
- 2004: Mein Mörder
- 2004: Shadow of the Sword – Der Henker
- 2006: Fallen
- 2007: Freigesprochen
- 2008: Das große Glück sozusagen
- 2008: Der erste Tag (Fernsehfilm)
- 2009: Rimini
- 2010: Meine Tochter nicht (Fernsehfilm)
- 2010: Die unabsichtliche Entführung der Frau Elfriede Ott
- 2010: Mahler auf der Couch
- 2010: Spuren des Bösen (Fernsehfilm)
- 2011: Das Wunder von Kärnten (Fernsehfilm)
- 2012: Europas letzter Sommer (Fernsehfilm)
- 2013: Nicht ohne meinen Enkel (Fernsehfilm)
- 2013: Die Werkstürmer
- 2014: CopStories
- 2014: Das Attentat – Sarajevo 1914
- 2014: Gruber geht
- 2015: Die Toten vom Bodensee – Familiengeheimnis (Fernsehfilm)
- 2015: Landkrimi – Wenn du wüsstest, wie schön es hier ist
- 2016: Agonie
- 2016: Pokerface – Oma zockt sie alle ab
- seit 2016: Die Toten von Salzburg (Fernsehreihe) 
  - 2016: Die Toten von Salzburg
  - 2018: Zeugenmord
  - 2018: Königsmord
  - 2019: Mordwasser
  - 2019: Wolf im Schafspelz
  - 2021: Schwanengesang
  - 2021: Treibgut
  - 2021: Vergeltung
  - 2022: Schattenspiel
- 2017: Tatort – Wehrlos
- 2018: Landkrimi – Achterbahn
- 2018: Landkrimi – Grenzland
- 2019: Wilsberg – Minus 196°
- 2019: Unter anderen Umständen – Im finstern Tal
- 2020: The Trouble with Being Born
- 2022: Taktik
- 2022: Lieber Kurt
- 2023: Sterne unter der Stadt
- 2023: Operation White Christmas
- 2024: Die Liesl von der Post – Jugendsünden (Fernsehreihe)
- 2024: Die Liesl von der Post – Klapperstorch (Fernsehreihe)

### Fernsehserien
- 2001: Kommissar Rex (Folge 7x07 Besessen)
- 2002: Medicopter 117 – Jedes Leben zählt (2 Folgen)
- 2002: Dolce Vita & Co (Folge 2x02 Die Prüfung)
- 2003–2020: SOKO Kitzbühel (7 Folgen)
- 2004: Tatort – Tod unter der Orgel
- 2005: Die Patriarchin (Folge 1x01 I)
- 2005: Schloss Orth (Folge 9x08 Einbrüche)
- 2006: 8x45 – Austria Mystery (Folge 1x03 Das Eis bricht)
- 2005–2025: SOKO Wien (5 Folgen)
- 2006: Der Winzerkönig (3 Folgen)
- 2007: Vier Frauen und ein Todesfall (Folge 2x02 Rattengift)
- 2012: Die Bergretter (Folge 3x03 Steinschlag)
- 2012–2014: Schnell ermittelt (2 Folgen)
- 2013: Janus (Folge 1x02)
- 2014: Die Detektive (Folge 1x07)
- 2014: Universum History (Dokumentarserie, 1 Folge)
- seit 2019: Vienna Blood (Fernsehreihe)
- 2024: School of Champions